# Kerttu Kuikanmäki
Kerttu Karina Kuikanmäki, under en tid känd som Kerttu Ahrenberg Kuikanmäki, född 5 augusti 1928 i Saarijärvi, död 1 november 2014 i Stockholm, var en finländsk textilkonstnär, målare och illustratör som var verksam i Sverige större delen av sitt liv.

## Biografi
Kerttu Kuikanmäki var dotter till lantbrukaren Heikki Kuikanmäki och Hilda Ahrenberg. Hon fick i unga år privatundervisning av Hannes Autere hemma i Saarijärvi 1946–1947. Mellan 1949 och 1952 studerade hon vid Konstindustriella läroverket i Helsingfors. Därefter gjorde hon en studieresa till Florens 1953. År 1954 flyttade hon till Stockholm där hon var verksam fram till sin död. Åren 1956–1959 studerade hon vid Accademia di Belle Arti di Brera i Milano.
Kuikanmäkis konsnärskap kan grovt delas upp i två perioder. Under 1950- och 1960-talen var hon mest känd för sin textilkonst. Hon hade studerat handtryck med linoleum i Italien, en teknik som i Dagens Nyheter 1955 beskrevs som unik i Sverige. Under den här perioden gjorde hon även illustrationer till vykort och barn- och ungdomslitteratur. Kuikanmäki gjorde en stor del av illustrationerna till Min Skattkammare: Visboken, vars första upplaga utkom 1958. Andra kända verk som hon illustrerade inkluderar en svensk översättning av Johanna Spyris Heidi (1957) och Bo Setterlinds Här är Joppe! (1958). Hon formgav också tryckta dukar med julmotiv, något som blev populärt på 1960-talet. Från 1970-talet fokuserade hon på måleri, ofta med naturinspirerade motiv.
Kerttu Kuikanmäki avled i sitt hem i Stockholm 2014. Hon är gravsatt på Saarijärvi kyrkogård.